# Un uomo, un cavallo, una pistola
Un uomo, un cavallo, una pistola è un film del 1967, diretto da Luigi Vanzi.

## Trama
Una banda di malfattori che agisce ai confini tra gli Stati Uniti e il Messico, con la complicità di un ufficiale postale si impadronisce di una carrozza interamente d'oro che tentava di passare clandestinamente il confine. Un avventuriero di cui nessuno conosce il nome, detto "Lo straniero", venuto a conoscenza della cosa, riesce a sterminare la banda dei fuorilegge. Quando sta per allontanarsi con la carrozza d'oro, per un banale incidente questa rivela la sua singolare composizione e l'avventuriero è costretto a restituirla e ad accontentarsi dei proventi delle taglie poste sulle teste dei banditi.